# Meraux, Louisiana
Meraux, Louisiana (енгл. Meraux) насељено је место без административног статуса у америчкој савезној држави Луизијана.

## Демографија
По попису из 2010. године број становника је 5.816, што је 4.376 (-42,9%) становника мање него 2000. године.
| Група             | 2000.         | 2010.         |
| Белци             | 9.111 (89,4%) | 4.501 (77,4%) |
| Афроамериканци    | 373 (3,7%)    | 616 (10,6%)   |
| Азијати           | 166 (1,6%)    | 100 (1,7%)    |
| Хиспаноамериканци | 415 (4,1%)    | 461 (7,9%)    |
| Укупно            | 10.192        | 5.816         |